# Blaumut
Blaumut é um grupo musical catalão que combina o folk com o pop, a música clássica e a canção de protesto. O nome do grupo vem da canção «Islàndia», do álbum El turista. Seus integrantes são Oriol Aymat (violoncelo), Xavi de la Iglesia (violão e voz), Vassil Lambrinov (violino), Manel Pedrós (bateria) e, mais recentemente, Manuel Krapovickas (contrabaixo e baixo elétrico). Suas letras são repletas de imagens, e os arranjos de instrumentos clássicos de corda, aliados ao som de diversas sucatas, formam a atmosfera das suas canções.

## História do grupo

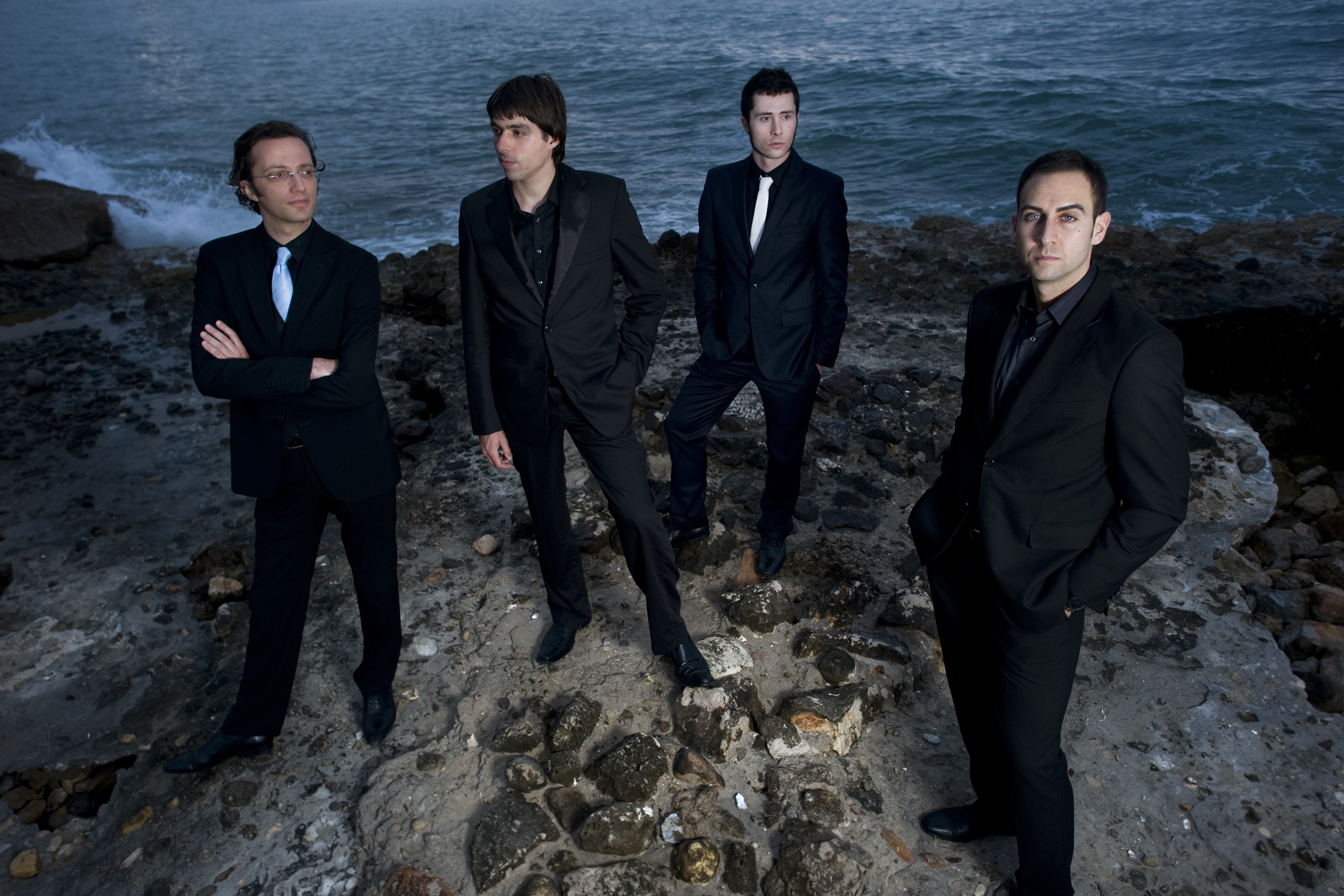
Foto dos Blaumut

Vassil Lambrinov e Xavi de la Iglesia começaram a fazer gravações caseiras em 2003, testando várias sonoridades. Desde 2009, o grupo já atuava em pequenos cenários de Barcelona. No ano de 2011, fecharam contrato com a gravadora musical Picap, e em setembro do ano seguinte, lançaram seu primeiro álbum, com o título El turista. Desde o lançamento do seu primeiro álbum até agora, o grupo tem tido um crescimento contínuo graças ao seu primeiro grande sucesso, «Pa amb oli i sal», famosa por ser a música ambiente dos intervalos dos jogos do FC Barcelona no Camp Nou, e também pela suas presenças regulares em todas as emissoras de rádio musicais catalãs. Segundo Enderrock, El turista reflete «esta maneira de atuar do novo grupo: tranquila e otimista».
Em setembro de 2013, foram premiados com o Premi Cerverí de letras de música, pela sua versão musical do poema I beg your pardon, de Salvador Espriu.

## Discografia
- El turista (2012), Picap
  1. Bicicletes
  2. Only You (i el teu xampú)
  3. El llimoner
  4. Les 7 i quart
  5. Islàndia
  6. 100 °C
  7. El turista
  8. Massa tard
  9. Esquimals
  10. Pa amb oli i sal
  11. Paisatge núm. 8
  12. Octubre
- El primer arbre del bosc (2015), auto-edição:
  1. El primer arbre del bosc
  2. Tornarem a casa
  3. Normal
  4. Passes la pàgina en blanc
  5. Vuit
  6. El millor gos per a un nom
  7. Vent que mou el temps
  8. Qui va matar el Sr. Cordills?
  9. Cartes de l'orient
  10. Piano
  11. De moment
  12. Amsterdam
  13. El pont de l'Accademia